# Mamertí de Tolosa
Mamertí de Tolosa (Mamertinus, Mamartinus, Martinus) fou un bisbe de Tolosa que exercia durant el concili d'Arle del 314.
Mamertí signa les actes del concili l'1 d'agost del 314, però la signatura és transcrita diferent segons les versions i alguns historiadors s'inclinen per pensar que era bisbe d'Eauze i no de Tolosa. La signatura deia segons les diverses versions: 
- "Mamertinus episcopus, Leontius diaconus de ciuitate Elosasium"
- "Ex ciuitate Tolosa Mamertinus episcopus, Leontius diaconus"
- "Ex ciuitate Tolosacium Mamartinus episcopus, Leoncius diaconus"
- "Ex ciuita Telosacium Mamertinus episcopus, Leontius diaconus"
- "Ex ciuitate Dolosatium Mamertinus episcopus, Leontius diaconus".

El consideren bisbe de Tolosa Claude Robert, Guillaume de Catel, Claude Devic & Joseph Vaissete; el consideren bisbde d'Eauze els germans Sainte-Marthe, els autors de la tercera Gallia Christiana, Alexandre Du Mège, Adrien Salvan, Émile Mabille, Louis Duchesne i altres.